# 加沙歐洲醫院
歐洲醫院（阿拉伯语：مستشفى غزة الاوروبي）是一所位於加沙地帶南部汗尤尼斯省富哈里附近的公立醫院，由聯合國近東巴勒斯坦難民救濟和工程處於1989年在歐盟資助下成立。
這所醫院設有232張病床，初期建造成本估算為4500萬美元，旨在為加沙居民提供初級及次級醫療服務。直至1999年，醫院仍處於興建階段。
到2019年，歐洲醫院每月平均接收約17500名病人，成為加沙三大轉介醫院之一。根據聯合國開發計劃署的報告，醫院提供化驗檢查、醫學影像（包括電腦掃描、磁力共振及X光）、深切治療及各項專科手術服務。醫院毗鄰巴勒斯坦護理學院。

## 加沙戰爭
2023年10月31日，以色列空襲針對歐洲醫院周邊地區。紅新月會首席外科醫生湯姆·波託卡於11月13日在Twitter發文表示，他當時正在醫院內為多名彈片傷患者提供治療。
11月19日，以軍控制希法醫院、圍困結束後，世界衛生組織表示，計劃在兩至三日內展開轉移行動，將仍在希法醫院的病人撤送至歐洲醫院及納賽爾醫院。11月23日，印度尼西亞醫院的醫療緊急救援委員會主任表示，該院病人與醫護人員已撤往歐洲醫院。
2024年5月，以色列掌控拉法口岸，導致駐歐洲醫院的外籍醫療人員被困加沙。美國參議員譚美·達克沃斯呼籲協助撤離受困醫生亞當‧哈馬威，並表示哈馬威曾在她於伊拉克受傷時救過她的性命。哈馬威接受《華盛頓郵報》訪問時指出，院內物資極度短缺，他正為大量受傷兒童提供治療。
2024年7月，以軍下令疏散歐洲醫院所在地區，惟其後又聲明醫院並不在疏散命令之列。醫院人員、病人及避難民眾在疏散過程中因道路破壞及部分病人狀況惡劣而面對困難。不少人被轉移至納賽爾醫院。醫院在暫停運作期間，大量物資被盜。醫院於9月重啟，但僅能有限度提供服務。
多名外籍醫生曾在歐洲醫院參與志願工作，並向媒體講述他們在那裡的經歷。醫生馬克·珀爾馬特及費羅茲·西德瓦表示，即使他們曾參與過無數發展中國家、災難現場及戰區的救援行動，也從未見過「如以色列在加沙進行的種族滅絕那般殘忍」。珀爾馬特又指出，他在急症室接觸的病人有九成為兒童，其中部分疑似遭以軍狙擊手蓄意射擊。2024年7月，包括珀爾馬特及西德瓦在內的45名醫生聯署致函美國總統祖·拜登及美國副總統賀錦麗，促請美方推動停火並對以色列實施軍火禁運。
2025年5月13日，以色列空軍針對歐洲醫院下方一條地道發動多輪空襲，造成28人死亡、數十人受傷。以色列國防軍與情報機構辛貝特聲稱，行動目標是哈馬斯領袖穆罕默德·辛瓦爾。